# Wydział Elektrotechniki i Informatyki Politechniki Lubelskiej
Wydział Elektrotechniki i Informatyki Politechniki Lubelskiej – jeden z wydziałów Politechniki Lubelskiej.
Obecnie wydział umożliwia kształcenie na kierunkach:
- Elektrotechnika
- Informatyka
- Inżynierskie zastosowania informatyki w elektrotechnice
- Inżynieria multimediów
- Mechatronika (kierunek prowadzony wspólnie przez Wydział Mechaniczny i Wydział Elektrotechniki i Informatyki)
- Inżynieria biomedyczna (kierunek prowadzony wspólnie przez Wydział Mechaniczny i Wydział Elektrotechniki i Informatyki)

## Historia
Wydział Elektrotechniki i Informatyki jako samodzielna jednostka Politechniki Lubelskiej powstał w roku 1964 (jako Wydział Elektryczny). Wydział wyodrębnił się z Wydziału Mechanicznego, gdzie do tej pory był kierunek Elektrotechnika. Pierwszym dziekanem nowego Wydziału został doc. mgr inż. Mieczysław Romuald Krzywicki, a prodziekanem zaś - doc. mgr inż. Leonid Kacejko. Początkowo wydział składał się z Zespołów i Pracowni: Elektrotechniki, Miernictwa Elektrycznego, Maszyn i Napędów Elektrycznych, Automatyki i Elektroniki, a od roku 1968 (w związku z likwidacją Wydziału Ogólnotechnicznego) - Fizyki Technicznej, Matematyki, Metod Numerycznych.
W roku 1973 wydział został przeformowany w Instytut Przetwarzania i Użytkowania Energii Elektrycznej na prawach Wydziału i działał tak do roku 1984. W latach 1984–2003 Wydział ponownie funkcjonował jako Wydział Elektryczny. Od roku 2003 Wydział funkcjonuje pod obecną nazwą.

### Poczet dziekanów
- 1964-1973 - doc. mgr. inż. Mieczysław Romuald Krzywicki
- 1973-1975 - prof. dr hab. inż. Tadeusz Janowski
- 1981 - prof. mgr inż. Władysław Lech
- 1982-1987 - prof. dr hab. inż. Tadeusz Janowski
- 1987-1990 - doc. dr inż. Tadeusz Latocha
- 1989-1992 - dr hab. inż. Zygmunt Rutka
- 1993-1996 - prof. dr hab. inż. Krzysztof Majka
- 1996-1999 - prof. dr hab. inż. Wiktor Józef Pietrzyk
- 1999-2005 - dr hab. inż. Zygmunt Rutka
- 2006-2012 - prof. dr hab. inż. Waldemar Wójcik
- 2012-2020 - prof. dr hab. inż. Henryka Danuta Stryczewska

## Władze[4]
- Dziekan - dr hab. inż. Paweł Węgierek, prof. uczelni
- Prodziekan ds. rozwoju - dr hab. inż. Michał Majka, prof. uczelni
- Prodziekan ds. studenckich na kierunku elektrotechnika, inżynierskie zastosowanie informatyki w elektrotechnice, inżynieria multimediów, inżynieria biomedyczna, mechatronika - dr hab. inż. Paweł Komada, prof. uczelni
- Prodziekan ds. studenckich na kierunku informatyka - dr Edyta Łukasik

## Organizacja wydziału
Obecnie wydział stanowią osiem katedr:
- Katedra Elektroniki i Technik Informacyjnych
- Katedra Elektrotechniki i Elektrotechnologii
- Katedra Informatyki
- Katedra Elektroenergetyki
- Katedra Napędów i Maszyn Elektrycznych
- Katedra Urządzeń Elektrycznych i Techniki Wysokich Napięć
- Katedra Automatyki i Metrologii
- Katedra Matematyki